# Muskátliszagú pókhálósgomba
A muskátliszagú pókhálósgomba (Cortinarius flexipes) a pókhálósgombafélék családjába tartozó, Európában és Észak-Amerikában honos, lombos- és fenyőerdőkben élő, nem ehető gombafaj.

## Megjelenése
A muskátliszagú pókhálósgomba kalapja 1-4 cm széles, alakja kezdetben domború, lemezeit pókhálószerű fátyol (kortina) védi; ezután harang alakúvá válik, idősen pedig laposan kiterül, közepén általában jól látható púppal. Felületét sűrűn borítják a kezdetben selymes, szürkés pikkelykék, idősen lecsupaszodik és kifakul. Kissé higrofán (nedvesen sötétebb). Színe mogyoró- vagy feketésbarna.
Húsa halványbarnás, a tönk csúcsában ibolyás színű. Szaga muskátlira emlékeztet, íze nem jellegzetes.
Közepesen sűrű lemezei tönkhöz nőttek. Színük eleinte okkeres, néha lilás, idősen rozsdabarna.
Tönkje 4-8 cm magas és 0,3-0,7 cm vastag. Alakja karcsú, hengeres. Színe a kalapéval egyezik, felületét kígyóbőrszerűen díszíthetik a fehéres fátyolmaradványok.
Spórapora rozsdabarna. Spórája: elliptikus, felülete finoman szemcsés, mérete 7-9 x 4,5-6 µm.

### Hasonló fajok
A pelyhes pókhálósgomba (Cortinarius hemitrichus) külseje hasonló, de nem muskátliszagú. 

## Elterjedése és termőhelye
Európában és Észak-Amerikában honos. Magyarországon eléggé ritka.
Lomberdőkben és fenyvesekben, inkább nyír és luc alatt, nedves-mohos részeken nő, gyakran mohapárnákon. Szeptembertől novemberig terem. 

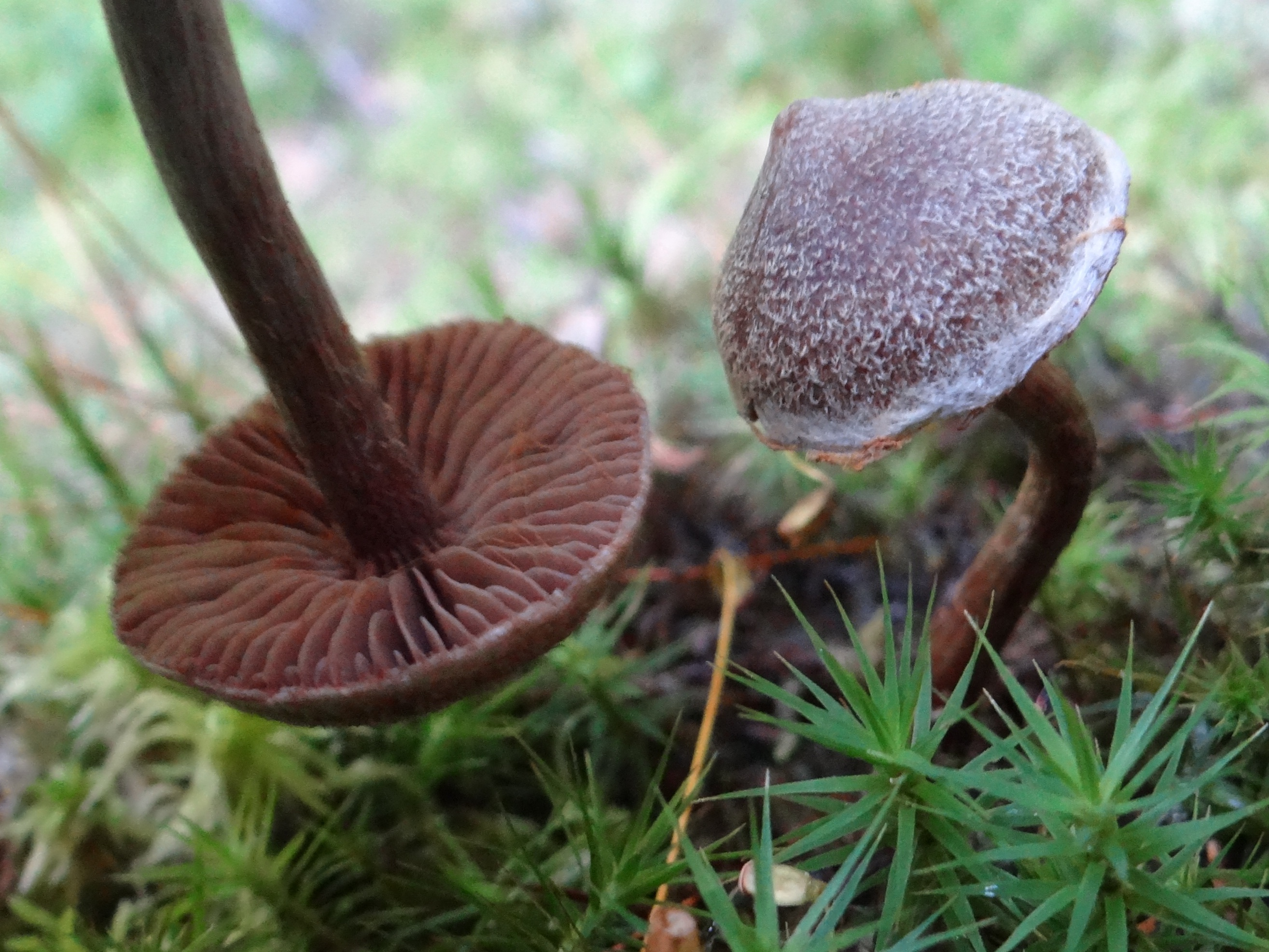
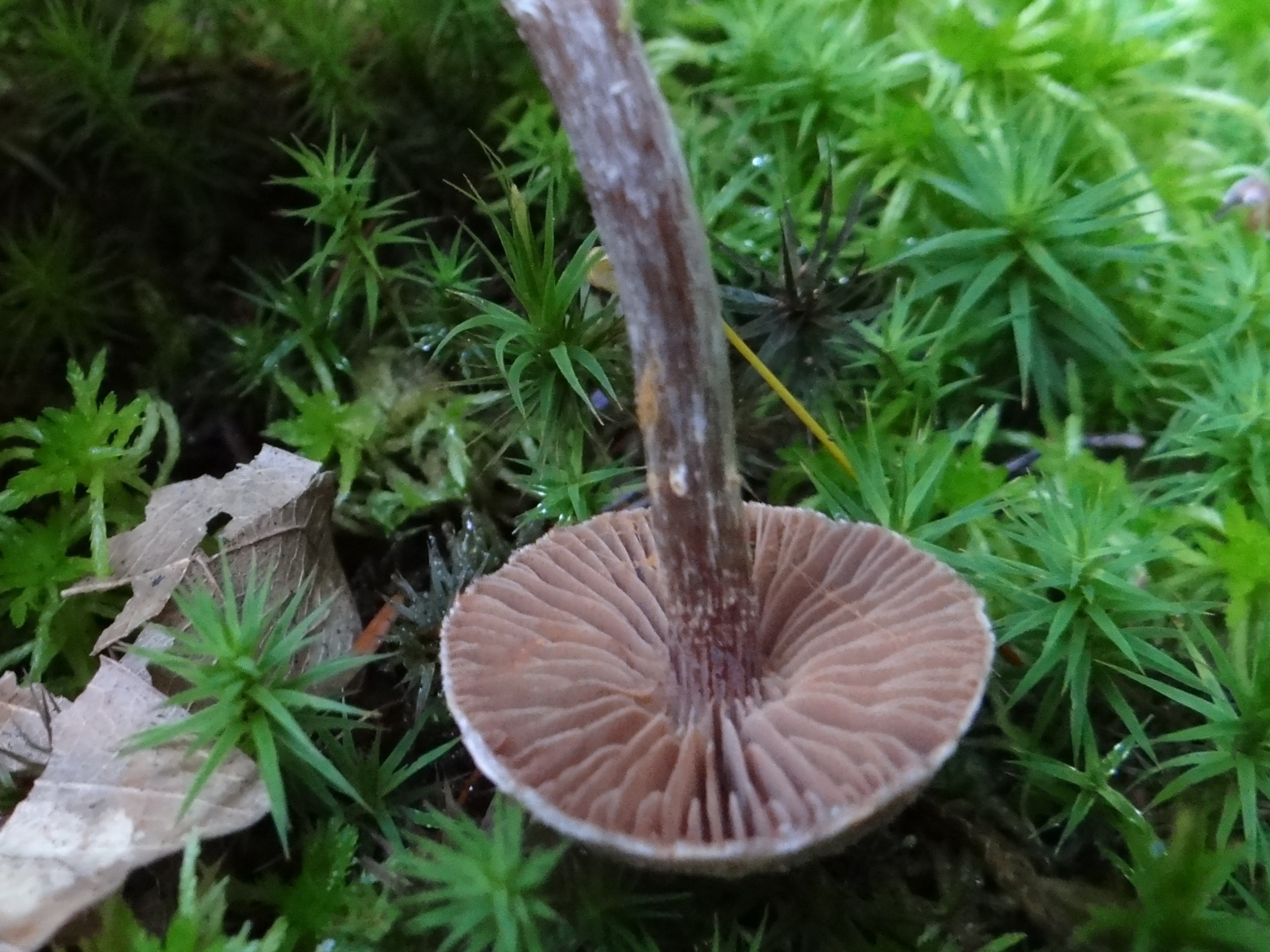
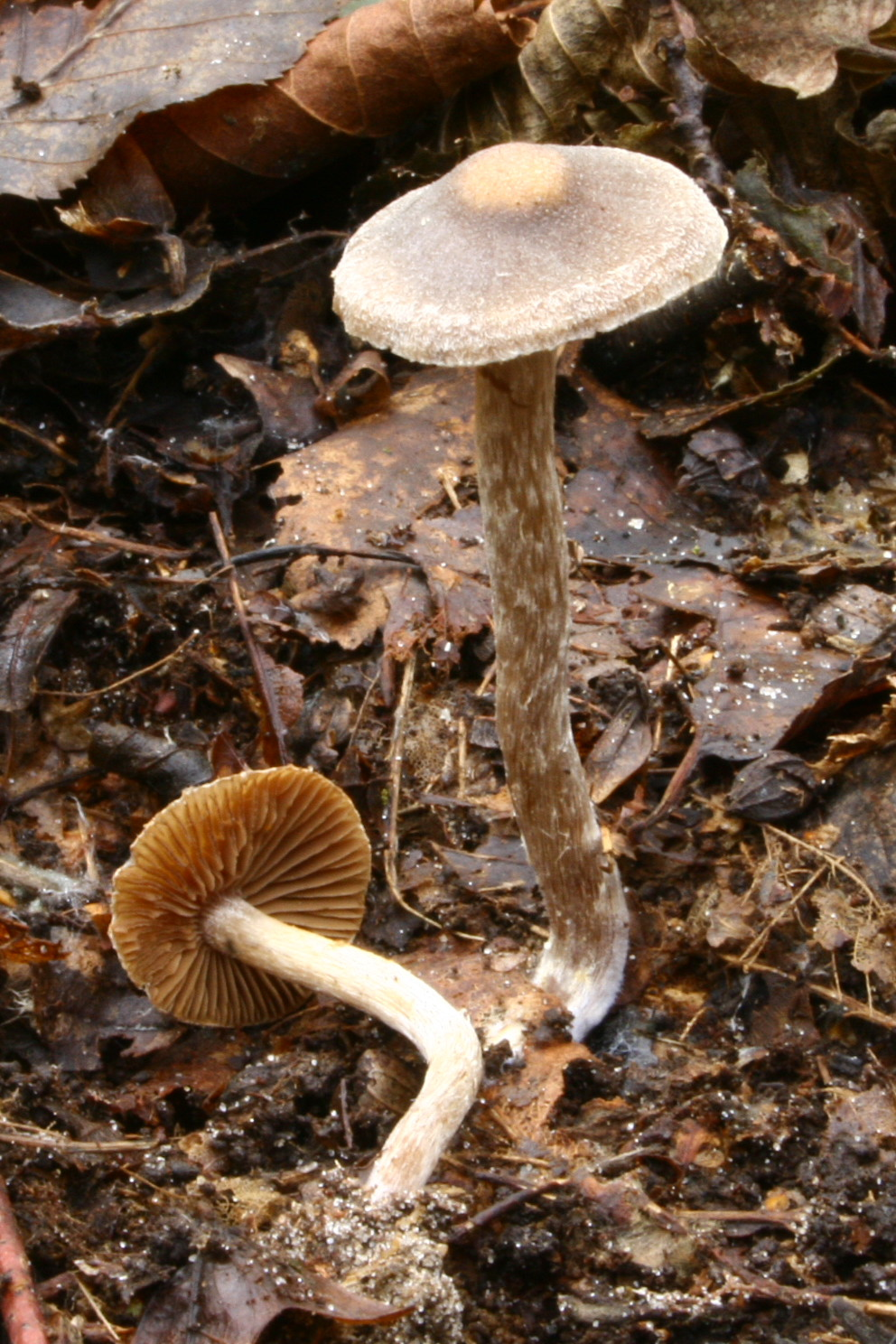
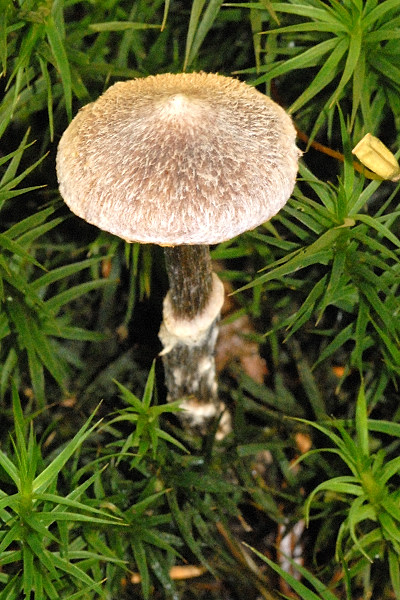
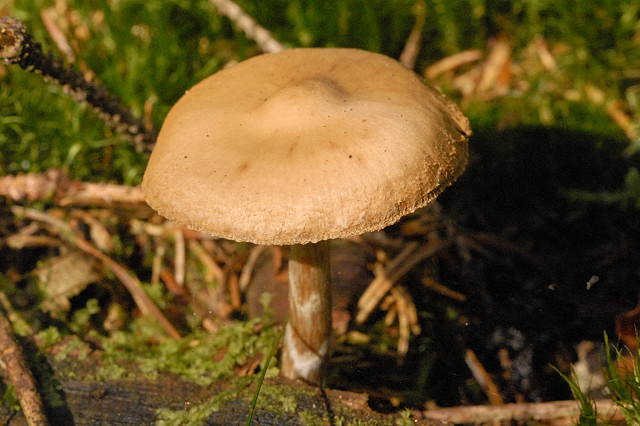

Nem ehető. 